# Gubernatorzy Arkansas
Poniżej znajduje się lista gubernatorów stanu Arkansas.

## Lista gubernatorów Arkansas
| Zrezygnował, aby kandydować do Izby Reprezentantów Stanów Zjednoczonych. |

| Pełnił obowiązki jako przewodniczący Senatu Arkansas. |

| Zrezygnował, aby poświęcić więcej czasu na rozwiązaniu swoich problemów finansowych i dlatego, że pensja gubernatorska była w jego opinii za niska jak na jego potrzeby. |

| Pełnił obowiązki jako przewodniczący Senatu Arkansas. |

| Pełnił obowiązki jako przewodniczący Senatu Arkansas. |

| Zrezygnował, ponieważ został wybrany na senatora Stanów Zjednoczonych. |

| Pełnił obowiązki jako przewodniczący Senatu Arkansas. |

| Zrezygnował z urzędu, ponieważ został wybrany na senatora Stanów Zjednoczonych. |

| Pełnił obowiązki jako przewodniczący Senatu Arkansas. |

| Pełnił obowiązki jako przewodniczący Senatu Arkansas. |

| Pełnił obowiązki jako przewodniczący Senatu Arkansas. |

| Zrezygnował z urzędu, ponieważ został wybrany na senatora Stanów Zjednoczonych. |

| Pełnił obowiązki jako przewodniczący Senatu Arkansas. |

| Pełnił obowiązki jako przewodniczący Senatu Arkansas. |

| Zrezygnował z urzędu, aby przyjąć posadę sędziego w sądzie dystryktowym w okręgu wschodnim Arkansas. |

| Przed 15 stycznia 1929, pełnił obowiązki jako zastępca gubernatora. |

| Zrezygnował, ponieważ został wybrany na senatora Stanów Zjednoczonych. |

| Pełnił obowiązki jako zastępca gubernatora. |

| Zrezygnował, ponieważ został wybrany na senatora Stanów Zjednoczonych. |

| Pełnił obowiązki jako zastępca gubernatora. |

| Zrezygnował z urzędu, aby objąć funkcję prezydenta Stanów Zjednoczonych. |

| Przed wyborami w 1994, pełnił obowiązki jako zastępca gubernatora. Jego kadencja skończyła się przedwcześnie w związku z wyrokiem sądowym za oszustwo związane z Aferą Whitewater. |

| Przed 12 stycznia 1999 pełnił obowiązki jako zastępca gubernatora. |

## Żyjący byli gubernatorzy
Obecnie żyje czterech byłych gubernatorów Arkansas:
- Bill Clinton (ur. 1946)
- Mike Beebe (ur. 1946)
- Asa Hutchinson (ur. 1950)
- Mike Huckabee (ur. 1955)